# Major J. Gyula
Major J. Gyula, 1885-ig Mayer (Kassa, 1858. december 13. – Budapest, 1925. január 30.) zongoraművész, zenetanár és zeneszerző. A századvég magyar romantikus zeneszerzőinek egyike.

## Életpályája
Mayer Sámuel és Fischer Rozália fia. A Zeneakadémián Volkmann Róbertnél zeneszerzést, Erkel Ferencnél és Liszt Ferencnél pedig zongorázni tanult. Több budapesti iskolában is tanított. 1889-ben Káldy Gyuláva és Nikolits Sándorral részt vett a Magyar Zeneiskola megalapításában, ahol 6 évig tanított. 1894-ben megszervezte a Magyar Női Karénekegyesületet, melyet egy évtizeden át vezetett. 1896-ban megnyitotta saját zeneiskoláját. Művei nagyobbrészt kéziratban maradtak.

## Családja
Neje Glücklich Ida (1868–1934) volt, aki férje Széchy Mária és Dalma című operáit németre fordította. Nővére, Major Janka koloratúra énekesnő volt, 1889-ben a rotterdami színház tagja volt, 1890. január 16-án Mátray Kálmán színésszel lépett házasságra.
Gyermekei
- Major Gabriella, Ella (1895–?) tanítónő. Férje dr. Kertész Ármin (1879–1945) középiskolai tanár volt.[6]
- Major Róbert (1896–1985) közgazdasági és politikai író. Felesége Barabás Zsuzsanna Terézia volt.[7]
- Major Ervin (1901–1967) zenetörténész, zeneszerző. Első felesége Sárossy Emma, második Radnai Sarolta volt.
- Major Ottó (1904–?) kereskedő. Felesége Rosenfeld Janka (1903–?) volt.[8]

## Művei
- Erzsike (opera, egyfelvonásos). Bemutatta a Magyar Királyi Operaház, 1901. szeptember 24-én.
- Széchy Mária, Kolozsvár, 1906.
- Mira (dalmű). Bemutató: 1913. március 27., Pozsony.
- Dalma (opera) Nem került színre.
- Diana (opera)
- Versenyművek, kamara- és zongoraművek

## Zenei szakmunkája
- Magyar Zenetudomány
- Zsidó vallásos énekek (Budapest, 1892)

### Tankönyvei
- Énekkönyv az elemi népiskolák számára (Budapest, 1890)
- Összhangzattan (Budapest, 1891., 2. kiadás: 1898)
- Zongoraiskola (Budapest, 1891, 1898)
- Módszeres énekkönyv az alsó zsidó népiskolák számára (Budapest, 1898)
- Ellenpont (Budapest, 1903)